# Tonuwotan
Tonuwotan is een bestuurslaag in het regentschap Flores Timur van de provincie Oost-Nusa Tenggara, Indonesië. Tonuwotan telt 451 inwoners (volkstelling 2010).